# Mairasi jezici
Mairasi jezici, malena jezična papuanska porodica koja se prije vodila kao dio šire transnovogvinejske porodice,. Govore se na indonezijskom dijelu Nove Gvineje na poluotocima Vogelkop (Bird’s Head) i Bomberai. Obuhvaća tri jezika s ukupno preko 4.300 govornika.
Pripadaju joj jezici: mairasi [zrs] (3.300 govornika; 1996 SIL), semimi [etz] (1.000; 1991 SIL) i gotovo nestali mer [mnu] svega 85 (2000).